# Емелькинское сельское поселение
Емелькинское се́льское поселе́ние — муниципальное образование в Аксубаевском районе Татарстана Российской Федерации.
Административный центр — село Емелькино.

## История
Статус и границы сельского поселения установлены Законом Республики Татарстан от 31 января 2005 года № 24-ЗРТ «Об установлении границ территорий и статусе муниципального образования "Аксубаевский муниципальный район" и муниципальных образований в его составе»

## Население
| 2010  | 2011  | 2012  | 2013  | 2014  | 2015  | 2016  |
| ----- | ----- | ----- | ----- | ----- | ----- | ----- |
| 1204  | ↘1199 | ↘1168 | ↘1145 | ↘1101 | ↘1074 | ↘1045 |
| 2017  | 2018  | 2019  | 2020  |       |       |       |
| ↘1010 | ↘980  | ↘966  | ↘937  |       |       |       |

## Состав сельского поселения
| № | Населённый пункт      | Тип населённого пункта       | Население |
| - | --------------------- | ---------------------------- | --------- |
| 1 | Емелькино             | село, административный центр |           |
| 2 | Новый Чувашский Адам  | деревня                      | 378       |
| 3 | Сосновка              | деревня                      |           |
| 4 | Старый Чувашский Адам | деревня                      |           |
| 5 | Черемушка             | деревня                      |           |